# 伊藤乙次郎

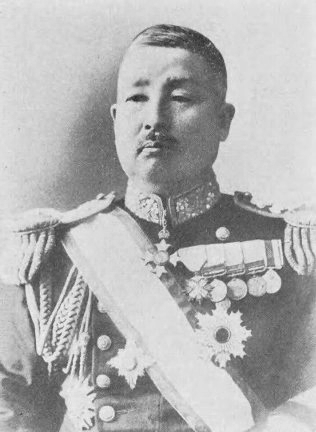
伊藤乙次郎

伊藤 乙次郎（いとう おとじろう、1866年12月2日〈慶応2年10月26日〉 -  1941年〈昭和16年〉3月27日）は、日本の海軍軍人。海軍中将従三位勲一等功四級。海兵13期首席、海大将校科1期優等。

## 経歴
旧尾張藩士伊藤久敬の息子として生まれる。愛知一中、攻玉社を経て、1886年12月、海軍兵学校（13期生）を首席で卒業し、1888年4月に海軍少尉任官。日清戦争では「比叡」航海長として出征した。海軍大学校では、丙種で学び、1897年12月、将校科（1期）を優等で卒業し、さらに選科でも学んだ。
その後、海軍省軍事課課僚、軍務局第1課局員、常備艦隊副官兼参謀、「常磐」航海長、「須磨」副長、「笠置」副長、ドイツ駐在などを歴任。
日露戦争時は、台中丸乗組、佐世保鎮守府付、軍務局先任局員であった。「浅間」艦長、ドイツ大使館付武官などを経て、1911年12月、海軍少将に進級。水路部長、佐世保鎮守府参謀長、佐世保工廠長を歴任し、1915年12月、海軍中将となった。呉工廠長、技術本部長、将官会議議員を経て、1920年12月、予備役に編入された。後、神戸製鋼所社長、海防義会理事長に就任した。
1941年3月27日薨去。享年76歳。墓所は青山霊園1-イ-20-2。戒名は顕達院殿釈温存大居士。宗教は仏教（浄土真宗）。

## 栄典
位階
- 1891年（明治24年）6月2日 - 正八位[1]
- 1892年（明治25年）3月23日 - 正七位[2]
- 1897年（明治30年）5月31日 - 従六位[3]
- 1900年（明治33年）12月5日 - 正六位[4]
- 1905年（明治38年）2月14日 - 従五位[5]
- 1910年（明治43年）3月22日 - 正五位[6]
- 1915年（大正4年）4月20日 - 従四位[7]
- 1920年（大正9年）12月20日 - 従三位[8]

勲章等
- 1895年（明治28年）
  - 11月18日 - 勲六等瑞宝章・功五級金鵄勲章[9]・明治二十七八年従軍記章[10]
- 1897年（明治30年）12月15日 - 恩賜の銀時計
- 1901年（明治34年）12月28日 - 勲四等瑞宝章[11]
- 1902年（明治35年）5月10日 - 明治三十三年従軍記章[12]
- 1906年（明治39年）4月1日 - 功四級金鵄勲章・勲三等旭日中綬章・明治三十七八年従軍記章[13]
- 1915年（大正4年）
  - 11月1日 - 勲二等瑞宝章[14]
  - 11月7日 - 旭日重光章[15]
- 1920年（大正9年）11月1日 - 勲一等旭日大綬章[16]
- 1940年（昭和15年）8月15日 - 紀元二千六百年祝典記念章[17]

## 親族
- 妻 伊藤静江（加茂厳雄海軍機関中将の妹）